# Академия искусств Исламской Республики Иран

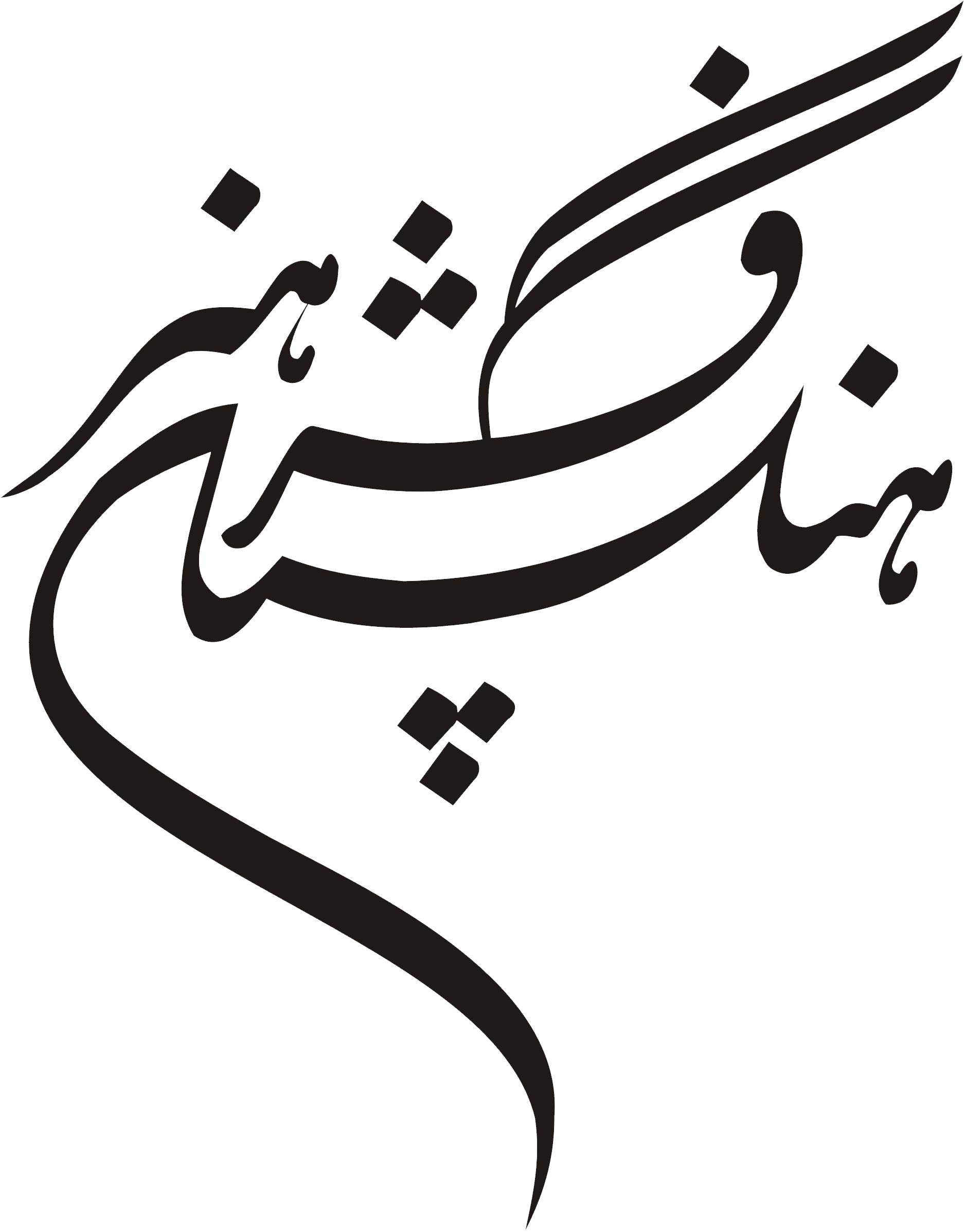
Логотип Академии искусств ИРИ

Академия искусств Исламской Республики Иран (перс. فرهنگستان هنر‎) была образована в марте 2000 года. Она является одной из четырёх академий современного Ирана.  Кроме неё существуют Академия наук, Академия медицинских наук и Академия персидского языка и литературы. Данная академия  была создана на основании постановления Высшего совета культурной революции. Академия искусств — это учреждение, обладающее статусом юридического лица и подчиняющееся президенту страны. Целью создания Академии было сохранение культурного наследия, исламского и национального искусства, предложение стратегий, получение доступа к последним достижениям и инновациям, а также повышение уровня исламской культуры для противостояния угрозам культуры-агрессора.

## Обязанности Академии искусств
1. Предложение стратегии для сохранения и развития исламского, национального и местного искусства.
2. Сотрудничество с учреждениями духовного образования и религиозными учёными с целью выявления правовых основ искусства.
3. Изучение и применение новых теорий искусства с опорой на национально-исламский базис.
4. Поддержка и стимулирование фундаментальных исследований, работа над исследовательскими проектами в области искусства на национальном уровне.
5. Предложение стратегии по контактам искусствоведческих сообществ страны с зарубежными коллегами.
6. Предложение стратегии для популяризации критики искусства и дискуссий об эстетике.
7. Предложения по определению показателей развития в области искусства.
8. Ежегодная оценка показателей в области искусства страны.
9. Проведение ежегодных заседаний, посвящённых различным областям искусства.
10. Изучение недостатков системы образования страны в области искусства и подготовка предложений соответствующим государственным органам.
11. Представление соответствующим центрам деятелей искусства и исследователей, а также создание условий для использования ими учебных грантов.
12. Поддержка составления и переводов источников по искусству.
13. Предложение соответствующим центрам критериев для представления к наградам в области искусства.
14. Вручение премий выдающимся деятелям в сфере изучения, перевода и художественного творчества.

## Руководство Академии
1. Президент Исламской Республики Иран (высший руководитель)
2. Совет попечителей.
3. Общее собрание.
В обязанности Общего собрания входит: утверждение научных стратегий и программ Академии, утверждение положения о способе реализации научной деятельности Академии, выборы деятелей искусства, представленных высшему руководству Академии специализированным советом на получение наград, премий, учебных грантов, медалей, орденов и исследовательских грантов, а также утверждение новых действительных и почётных членов.
4. Президент Академии искусств.
Президент Академии избирается сроком на 4 года из числа её членов по представлению президента ИРИ и утверждается Высшим советом культурной революции и приказом президента страны.
5. Специализированный совет.

## Отделения Академии искусств
1. Отделение драматургии
2. Отделение музыки
3. Отделение архитектуры и градостроительства
4. Отделение традиционных искусств и ремёсел
5. Отделение изобразительных искусств
6. Отделение кинематографии
7. Отделение мультимедиа
Каждое отделение состоит из нескольких действительных членов или членов-корреспондентов или экспертов, назначаемых президентом Академии в соответствии с их специализацией.

## Члены Академии искусств
Академия искусств включает в себя действительных членов, членов-корреспондентов и почётных членов, избираемых по представлению Высшего совета культурной революции и после его утверждения или по представлению самой Академии на основании определённых научных критериев.
В состав Академии входят 30 действительных членов, избранных из числа представителей самых различных направлений искусства: 20 из них — по представлению Совета по искусству и с одобрения Высшего совета культурной революции, 10 — на основании научных критериев, утверждённых Высшим советом культурной революции или самой Академией. Их членство является пожизненным. Члены-корреспонденты избираются сроком на 4 года: продолжение их членских полномочий возможно через описанную выше процедуру.
Избрание почётных членов являет собой дань уважения перед научными заслугами выдающихся зарубежных деятелей и исследователей искусства. В Академии на них не возлагается никаких обязанностей. Их членство является пожизненным.

## Аффилированные комплексы
— Центральное здание
— Центр культуры и искусства «Саба»
— Центр культуры и искусства «Асман»
— Центр культуры и литературы Академии искусств
— Музей современного искусства «Фелестин»
— Центр составления, переводов и издания произведений искусства (тексты)
— Центр исследований в области искусства «Накш-е джахан»
— Книжный магазин Академии искусств
— Институт искусства
— Библиотека.
Здание Академии искусств очень красиво в архитектурном отношении: оно поневоле притягивает к себе взгляды проходящих мимо него. Стиль этой постройки навеян архитектурой доисламской и постисламской эпох — здесь сочетаются черты ахеменидского, сасанидского и исламского зодчества .

## Адрес
Тегеран, пр. Вали Аср, угол пр. Талекани, № 1552.